# Tomas Masiulis
Tomas Masiulis (ur. 19 września 1975) – litewski koszykarz, występujący na pozycji silnego skrzydłowego, brązowy medalista olimpijski, po zakończeniu kariery zawodniczej trener koszykarski, obecnie asystent trenera Žalgirisu Kowno.
Był reprezentantem Litwy - zdobył złoty medal na mistrzostwach Europy zawodników do lat 22 w 1996, uczestniczył w mistrzostwach świata, zdobył brązowy medal igrzysk dobrej woli z 1998. Największy sukces to brązowy medal na igrzyskach olimpijskich w Sydney w 2000. W koszykówce klubowej najdłużej związany z Žalgirisem Kowno, z którym w 1999 wygrał Euroligę.

## Osiągnięcia
Na podstawie, o ile nie zaznaczono inaczej
Drużynowe
- Mistrz:
  - Euroligi (1999)
  - Eurocup (1998)
  - Ligi Północnoeuropejskiej (NEBL – 1999)
  - Polski (2004–2008)
  - Litwy (1996–1999, 2001)
- Wicemistrz:
  - FIBA EuroCup Challenge (2003)
  - NEBL (2001)
  - Litwy (2000)
  - Polski (2003)
- Zdobywca:
  - pucharu:
    - Saporty (1998, 2002)
    - Polski (2006, 2008)

  - superpucharu Polski (2007)
- Finalista pucharu Polski (2007)
- Uczestnik rozgrywek:
  - Euroligi (1998/1999 – mistrz, 2004/2005, 2006/2007 – TOP 16)
  - Eurocup (1997/1998 – mistrz, 2003/2004 – TOP 16)

Indywidualne
- MVP finałów PLK (2006)[4]
- Najlepszy w obronie PLK (2004, 2006)[5][6]
- Zaliczony do I składu PLK (2004)
- Uczestnik meczu gwiazd :
  - PLK (2003 – powołany, nie wystąpił, 2005)
  - Polska vs Gwiazdy PLK (2004)
  - ligi litewskiej (2001, 2002)
- Lider:
  - całego sezonu PLK w liczbie zbiórek (266 – 2004)
  - play-off w liczbie zbiórek (114 – 2004)

Reprezentacja
- Brązowy medalista igrzysk:
  - olimpijskich (2000)
  - dobrej woli (1998)
- Mistrz Europy U–22 (1996)
- Uczestnik:
  - mistrzostw świata: 
    - 1998 – 7. miejsce
    - U–21 (1997 – 8. miejsce)

  - mistrzostw Europy (1999 – 5. miejsce)
  - kwalifikacji do Eurobasketu (1997 – 6. miejsce, 1999 – 5. miejsce, 2003 – 1. miejsce)

Trenerskie
- Wicemistrzostwo Europy U–20 (2016)

Odznaczenia
- Order Wielkiego Księcia Giedymina[7]:
  - Krzyż Komandorski – 2001
  - Krzyż Oficerski – 1999

## Statystyki
| Kariera | Kariera                          | Średnio na mecz (PLK) | Średnio na mecz (PLK) | Średnio na mecz (PLK) |
| Sezon   | Klub                             | pkt                   | zb                    | as                    |
| ------- | -------------------------------- | --------------------- | --------------------- | --------------------- |
| 1994/95 | Statyba Janova                   | b.d.                  | b.d.                  | b.d.                  |
| 1995/96 | Žalgiris Kowno                   | b.d.                  | b.d.                  | b.d.                  |
| 1996/97 | Žalgiris Kowno                   | b.d.                  | b.d.                  | b.d.                  |
| 1997/98 | Žalgiris Kowno                   | b.d.                  | b.d.                  | b.d.                  |
| 1998/99 | Žalgiris Kowno                   | b.d.                  | b.d.                  | b.d.                  |
| 1999/00 | Žalgiris Kowno                   | b.d.                  | b.d.                  | b.d.                  |
| 2000/01 | Žalgiris Kowno                   | b.d.                  | b.d.                  | b.d.                  |
| 2001/02 | Žalgiris Kowno/Montepaschi Siena | b.d.                  | b.d.                  | b.d.                  |
| 2002/03 | Prokom Trefl Sopot               | 10,5                  | 7,2                   | 2,0                   |
| 2003/04 | Prokom Trefl Sopot               | 8,7                   | 7,6                   | 1,7                   |
| 2004/05 | Prokom Trefl Sopot               | 7,6                   | 5,6                   | 1,6                   |
| 2005/06 | Prokom Trefl Sopot               | 5,3                   | 4,0                   | 1,5                   |
| 2006/07 | Prokom Trefl Sopot               | 4,7                   | 3,4                   | 1,2                   |

| Sukcesy | Sukcesy                                     | Sukcesy            |
| Rok     |                                             | Klub               |
| ------- | ------------------------------------------- | ------------------ |
| 1999    | Mistrz Euroligi                             | Žalgiris Kowno     |
| 2000    | Igrzyska olimpijskie w Sydney Brązowy medal | Litwa              |
| 2004    | Mistrz Polski                               | Prokom Trefl Sopot |
| 2005    | Mistrz Polski                               | Prokom Trefl Sopot |
| 2006    | Mistrz Polski, MVP finałów                  | Prokom Trefl Sopot |

| Rekordy PLK | Rekordy PLK | Rekordy PLK          | Rekordy PLK      |
|             | liczba      | data                 | przeciwnik       |
| ----------- | ----------- | -------------------- | ---------------- |
| Punkty      | 24          | 26 października 2002 | Polonia Warszawa |
| Punkty      | 24          | 1 lutego 2003        | Noteć Inowrocław |
| Zbiórki     | 13          | 12 czerwca 2003      | Anwil Włocławek  |
| Asysty      | 8           | 8 lutego 2003        | Polonia Warszawa |
| Asysty      | 8           | 22 kwietnia 2005     | Turów Zgorzelec  |